# Liste von Kunstwerken im öffentlichen Raum in Herdecke
Die Liste von Kunstwerken im öffentlichen Raum in Herdecke gibt einen Überblick über Kunst im öffentlichen Raum, unter anderem Skulpturen, Plastiken, Landmarken und andere Kunstwerke in Herdecke, Ennepe-Ruhr-Kreis. Es besteht kein Anspruch auf Vollständigkeit.

## Kunstwerke in Herdecke
| Bezeichnung               | Standort                                               | Koordinaten                     | errichtet | Künstler                                                                                | Anmerkungen                                                            | Bild |
| ------------------------- | ------------------------------------------------------ | ------------------------------- | --------- | --------------------------------------------------------------------------------------- | ---------------------------------------------------------------------- | ---- |
| Bauern                    | Fassade des Hauses Hauptstraße 54                      | 51° 23′ 59,8″ N, 7° 25′ 58,6″ O | 1927–1928 | Friedrich Bagdons                                                                       | Sandstein                                                              |      |
| Funktionsskulptur         | Tiefgarage am Rathaus, Kirchplatz bei Nr. 3            | 51° 23′ 59,5″ N, 7° 25′ 56,8″ O | 1975/76   | Friedrich Gräsel                                                                        | Beton, Tiefgaragenentlüftung                                           |      |
| Nachtwächter              | Fassade des Hauses Hauptstraße 54                      | 51° 23′ 58,9″ N, 7° 25′ 58,2″ O | 1927–1928 | Friedrich Bagdons                                                                       | Sandstein                                                              |      |
| Sackträgerbrunnen         | Vor Fachwerkhaus, Hauptstraße 1                        | 51° 23′ 52,3″ N, 7° 25′ 50,1″ O | 1937      | Hans Dorn (Bildhauer)                                                                   | Brunnen erinnert an den Kornmarkt                                      |      |
| Steinhauer                | Fassade des Hauses Hauptstraße 54                      | 51° 23′ 59,7″ N, 7° 25′ 59,2″ O | 1927–1928 | Friedrich Bagdons                                                                       | Sandstein                                                              |      |
| Viehmarktbrunnen          | Alte Stiftsstraße                                      | 51° 24′ 1,5″ N, 7° 25′ 58,6″ O  | 1987      | Walter Hellenthal (Bildender Künstler)                                                  | Bronze, Brunnen erinnert an den ehemaligen Viehmarkt in Herdecke       |      |
| Frederunabrunnen          | Hauptstraße bei Nr. 54                                 | 51° 24′ 0″ N, 7° 25′ 58,8″ O    | 1927      | Friedrich Bagdons                                                                       | Sandstein, zu Ehren der 1. Äbtissin und Gründerin des Herdecker Stifts |      |
| Stelenbrunnen             | Stiftskirche, Fußgängerzone / Bachstraße               | 51° 23′ 57,8″ N, 7° 25′ 55,7″ O | 1987      | Reinhold Kostrzewa                                                                      |                                                                        |      |
| Brunnen Dorfplatz Ende    | Dorfplatz im Stadtteil Ende                            | 51° 25′ 6,7″ N, 7° 25′ 18,8″ O  | 2009      | Timothy Vincent                                                                         | Diabas-Quarder mit Reliefs, Sandsteinsäule                             |      |
| Ehrenmal Schlafender Löwe | Kirchender Dorfweg 42                                  | 51° 25′ 7,9″ N, 7° 25′ 23″ O    | 1879      |                                                                                         |                                                                        |      |
| Puffins                   | Vor dem Hallenbad am Bleichstein, Hengsteyseestraße 26 | 51° 23′ 47,7″ N, 7° 26′ 13,1″ O | 2012      | Hartmut Thom, Burkhard Lüdtke und Schüler der ehem. Hauptschule am Sonnenstein Herdecke | Papageientaucher. 2015 restauriert.                                    |      |
| Herdecker Wegweiser       | Hauptstraße                                            | Koordinaten fehlen! Hilf mit.   |           |                                                                                         | Wegweiser mit 10 Schildern                                             |      |